# Wim Van Huffel
Wim Van Huffel (Oudenaarde, 28 de maig de 1979) va ser un ciclista belga, professional des del 2002 fins al 2009.

## Palmarès
- 2003
  - 1r al Volta Limburg Classic

### Resultats al Giro d'Itàlia
- 2005. 11è de la classificació general
- 2006. 17è de la classificació general
- 2007. Abandona (15a etapa)
- 2008. 38è de la classificació general

### Resultats a la Volta a Espanya
- 2007. 26è de la classificació general